# جون الكسندر ماجي
جون الكسندر ماجي هو سياسي أمريكي، ولد في 14 أكتوبر 1827، وتوفي في 18 نوفمبر 1903. نشط حزبياً في الحزب الديمقراطي. وقد انتخب عضو مجلس نواب بنسيلفانيا ‏ وانتخب عضو مجلس النواب الأمريكي ‏.